# Pabellón de Hielo de Jaca
El Pabellón de hielo de Jaca (Huesca, España) fue construido en 2007 con motivo de la celebración del Festival Olímpico de la Juventud Europea (FOJE).
El proyecto, obra del despacho Coll-Barreu, fue el ganador de un concurso restringido entre 5 estudios de arquitectura. El encargo fue realizado por el ayuntamiento de Jaca en colaboración con la Diputación General de Aragón.
Las obras fueron realizadas por al empresa VIAS. El transcurso de las mismas fue muy complejo, ya que aparecieron varios problemas de proyecto durante la ejecución que obligaron a realizar modificaciones que propiciaron un notable incremento del presupuesto inicial y un cambio estético que propició que el edificio final no tuviera mucho que ver con el presentado en la propuesta del concurso.
La pista fue inaugurada inicialmente en el año 2007, pero solamente operó para la pruebas de hockey hielo del FOJE. Tras la celebración del mismo se cerró por tiempo indefinido para subsanar teóricamente unos pequeños problemas. Lo que en un principio eran unos meses pasó a ser un año, con el consiguiente perjuicio para la ciudad y para los clubes deportivos y visitantes que no podían hacer uso de ninguna de las dos pistas de hielo que existían en la ciudad.
Finalmente, en el verano de 2008 se abrió definitivamente la pista para el público, aunque solamente con una de las dos pistas operativas, la de dimensiones olímpicas.